# Echinoaesalus javanus
Echinoaesalus javanus là một loài bọ cánh cứng trong họ Lucanidae. Loài này được Krikken mô tả khoa học năm 2008.